# Jakob Glatz
Jakob Glatz (magyarosan: Glatz Jakab, Poprád, Szepesmegye, 1776. november 17. – Pozsony, 1831. szeptember 25.) ágostai evangélikus lelkész, egyházi tanácsos.

## Életrajza
1778-ban a kézsmárki gimnáziumban Genersich János kezére került, ki íróvá nevelte; egy évig Miskolcon tanult a magyar nyelv elsajátítása végett; azután a pozsonyi ágostai evangélikus líceum tanulója volt három évig. Ezen idő alatt a vidéken több helyt egyházi szónoklatokat tartott. Sokat olvasott és minden törekvését arra fordította, hogy hazájában a schnepfenthali Salzmann-féle intézetet meghonosítsa. 1796 kezdetén a Jénai Egyetemre ment, hol egész lélekkel a tudományoknak élt. 1797-ben Salzmann meghívta őt Schnepfenthalba segédjének, mely hivatalában 1803-ig működött és több utazást tett Németországban, midőn személyes ismeretségbe lépett a korabeli nevezetesebb férfiakkal. 1803-ban a bécsi ágostai evangélikus egyház tanítónak hívta meg; ő azonban hazájába vágyott és előbb rokonait látogatta meg, 1804 májusában tért vissza Bécsbe és állását elfoglalta. 1805-ben, hajlamát követvén, az ottani ágostai evangélikus harmadik lelkészi hivatalt fogadta el; csakhamar második lelkésszé és 1806-ban egyházkerületi tanácsossá választatott meg. Legfőbb érdeme az újonnan alapított bécsi protestáns teológiai intézet szervezése. Lelkészi hivataláról egészségi szempontból 1816-ban kénytelen volt lemondani, tanácsosi rangját azonban megtartotta. 1817-ben ő is megünnepelte a reformáció háromszázados évfordulóját, midőn a hitújítás magyarországi történetére vonatkozólag több munkát is írt. 1824-ben Pozsonyban telepedett le, hogy gyermekeit az ágostai evangélikus gimnáziumba járathassa, amivel Bécs híján volt. Már 1825-től betegeskedett és szorgalmasan járta a fürdőket, de üdülést nem talált. Meghalt 1831. szeptember 25-én Pozsonyban; özvegye Raszgallner Rozina és hét gyermeke gyászolta.
Művei nagy népszerűségnek örvendtek és részben majd minden európai (magyar, francia, angol, olasz, holland, szlovák és szerb) nyelvre lefordíttattak.
Arcképe: rézmetszet, Rieder V. rajzolta és Passini János metszette Bécsben a 83. sz. munkában.

## Munkái
- Wenige Worte über den Tod des verewigten Professors und verdienstvollen Rectors des evang. Gymnasiums zu Pressburg Johann Georg Stretschko am 5. Nov. 1795 als an seinem Begräbnisstage in der Schule gesagt (Pressburg)
- Ein Wort über Erziehung. Den Professoren Hrn. Stephan Sabel u. Hrn. Stephan Fabry, am 16. Christmonath 1795. als an ihrem Namensfeste von der evang. studierenden Jugend in Pressburg gewidmet. Pressburg (költemény)
- Einige Züge aus dem Charakter Joh. Zach. Westers, aus Kaysmark in Ungarn, eines viel versprechenden, zu früh verstorbenen Mannes. Schnepfenthal, 1798
- Freymüthige Bemerkungen eines Ungars über sein Vaterland. Auf einer Reise durch einige Ungarische Provinzen. Teutschland, 1799 (névtelenül) Online
- Der sufriedene Jakob und sein Sohn. Leipzig, 1799
- Familiengemälde und Erzählungen für die Jugend. Gotha, 1799, két kötet (2. kiadás. Bécs, 1809. 3. k. 1820, 4. k. 1827. Gotha)
- Erzählungen für die zartere Jugend. Leipzig, 1799-1801 (Unterhaltungsbuch der kleinen Familie von Grüntbal), három kötet
- Das rothe Buch. Altenburg, 1800-1801, négy kötet (2. kiadás 1809, 3. k. 1815, 4. átdolg. k. 1824. Lipcse. Magyarúl: ford. Szivos Mihály, Pest, 1842)
- Kleine Romane für die Jugend. Altona, 1801, két kötet (2. kiadás. Altona, 1817
- Moralische Gemälde für die gebildete Jugend. Leipzig, 1801-03, két füzet
- Unterhaltungen und Sittengemälde für die Jugend. Dresden, (1802)
- Jacob Stille's Erzählungsbuch. Leipzig, 1802-03, négy kötet (új kiadás Altona, 1817)
- Merkwürdige Reisen in fremde Welttheile, zunächet für die jüngere Jugend herausg. Fürth, 1802-04, négy kötet
- Vater Traumann. Ein Lesebuch zunächst für Bürgerschulen. Schnepfenthal, 1803
- Naturhistorisches Bilder- und Lesebuch, oder Erzählungen über Genenstände aus den drei Reichen der Natur. Jena, 1803 (2. bőv. kiadás. Jena, 1808. 3. czím-k. Innsbruck, 1810. 4. cz.-k. Hamburg, 1811)
- Taschenbuch für die Deutsche Jugend. Fürth, 1803
- Iduna. Ein moralisches Unterhaltungsbuch für die weibliche..... Frankfurt, 1803, két kötet (2. kiadás 1807, 3. k. 1814, 4. k. 1820, 5. jav. k. 1831, Frankfurt)
- Kleine Geschichten für die Jugend. Nürnberg, 1803
- Neue Unterhaltungen und Sittengemälde für Kinder von 12-16 Jahren. Dresden, 1803, két kötet (2. kiadás. Dresden, 1811)
- ABC- und Lesebuch. Wien, 1804, három füzet (2. kiadás 1823, Wien)
- Theodor's und Emiliens Lesebuch. Wien, 1805 (2. k. 1816, Wien)
- Philosophischreligiöse Betrachtungen auf dem Gottesacker. Augsburg, 1805
- Unterhaltendes Lesebuch. Wien, 1805
- Handbuch von Erzählungen für das Kindesalter vom vierten bis zum siebenten Jahre... Leipzig, 1806, három kötet (2. czím-kiadás. Leipzig, 1846)
- Die frohen Kinder, oder Erzählungen und Bilder aus der Kinderwelt... Wien, 1806 (Magyarul: ford. Szivos Mihály. Pest, 1842)
- Theone. Ein Geschenk für gute Töchter zur Weckung und Veredlung ihren sittlichen und religiösen Gefühls... Frankfurt a. M., 1806 (2. k. 1810, 3. k. 1819, 4. k. 1828. Frankfurt)
- Betrachtungen über Gegenstände der Religion, Sittenlehre und des menschlichen Lebens. Jena, 1806
- Von der Pflicht, für das Leben und die Gesundheit unserer zarten Kinder zu sorgen. Und über die Pflichten der Wohlhabenden in Zeiten des Mangels und der Noth. Zwei Reden. Wien, 1806
- Sittenlehre führ jüngere Mädchen, in Beispielen. Frankfurt a. M., 1807, két kötet (2. k. Frankfurt, 1819)
- Minona, ein unterhaltendes Lesebuch für Mädchen von 4-7 Jahren. Frankfurt, 1807 (3. k. 1820. 4. k. 1828, Frankfurt)
- Die glückliche Jugend, ein Seitenstück zu den frohen Kindern. Wien, 1807 (németűl és francziáúl, megjelent német-olasz kiadásban is)
- Waldemar's Vermächtniss an seinen Sohn. Für Jünglinge. Tübingen, 1808 (2. jav. k. Stuttgart, 1823)
- Der weise Christ in bösen Tagen. Kanzelreden. Jena, 1808 (2. bőv. k. Bécs, 1810. két kötet, 3. k. Bécs, 1816)
- Andachtsbuch... für die Jugend... Leipzig, 1808 (2. k. Karlsruhe, 1809, 3. k. Lipcse. 1830, 4. bőv. és jav. k. Lipcse, 1838, 5. átnézett k. függelékkel: Opfer der Andacht in Gesängen. Lipcse 1847. Magyarúl. Pest, 1843)
- Rosaliens Vermächtniss an ihre Tochter Amanda, oder: Worte einer guten Mutter an den Geist und das Herz ihrer Tochter... Leipzig, 1808 (2. k. 1817, 4. jav. és bőv. k. 1836. Leipzig)
- Magazin von moralischen Erzählungen. Gesammelt von H. K. Gutmann (J. Glatz). Wien. 1808
- Glatzens erste Nahrung für den keimenden Verstand guter Kinder, oder neues ABC-, Lese- und Bilderbuch. Wien, 1808
- Neue Familiengemälde und Erzählungen. Wien, 1809, két kötet (Uj kiadás. Wien, 1824)
- Neues Bilder-Cabinet. Ein Bilder- und Lesebuch zur Belehrung und Unterhaltung. Wien, 1809
- Die Kinderwelt in Bildern und Erzählungen. Leipzig, 1809 (Magyarúl: ford. Szivos Mihály. Pest, 1840)
- Kleines Sittenbüchlein für die zarte Jugend beiderlei Geschlechts. Leipzig, 1809 (2. k. Bécs, 1820)
- Fabeln und Erzählungen. Leipzig, 1809
- Ueber die Nothwendigkeit und den Einfluss des Gemeingeistes in jedem bürgerlichen Vereine. Eine Rede. Leipzig, 1809
- Lina's erstes Lesebuch, ein Elementarbuch für Mädchen, Frankfurt a. M., 1810 (2. k. 1820. Frankfurt)
- Die Familie Karlsberg, oder die Tugendlehre anschaulich dargestellt. Amsterdam, 1810, két kötet (2. k. Lipcse, 1816, 3. bőv. k. a szerző arczképével. Lipcse, 1829)
- Das goldene ABC, für Kinder, die schon lesen können. Nürnberg. 1810
- Die frohen Abende, oder erzählungen eines Vaters im Kreise seiner Kinder. Leipzig, 1810, három kötet
- Die erzählende Mutter, oder kurze Geschichten für Kinder von 2-4 Jahren, Leipzig, 1810, két kötet (2. jav. k. 1823, 3. jav. és bőv. k. 1846. Leipzig, magyarúl: Az elbeszélő atya és Az elbeszélő anya cz., ford. Becser S. Pozsony, 1842. két kötet)
- Francz von Lilienfeld oder der Familienabend, ein Buch für deutsche Söhne und Töchter. Leipzig, 1811 (2. k. Bécs, 1820)
- Gratulationsbüchlein für die Jugend. Von Jakob Stille. Wien, 1811 (3. k. Wien, 1817)
- Wilhelms erstes Lesebuch, ein elementar Lesebuch zunächst für Knaben... Frankfurt, 1811
- Einige Züge aus dem Leben des Galizischen Superintendenten Samuel Bredetzky, hely n., 1812
- Worte der Religion über wichtige Angelegenheiten des Herzens und des Lebens, mit Rücksicht auf die Ereignisse und den Geist der Zeit. Wien, 1812, két kötet
- Selmar oder Worte der Belehrung. Wien, 1812 (2. k. 1816, 3. k. 1832. Wien)
- Die Bilderwelt, ein belehrendes Bilderbuch für die Jugend. mit erklärenden Erzählungen in deutscher, französischer und italienischer Sprache. Wien, 1813, két kötet (Magyar szöveggel is megjelent)
- Neues Erzählungsbüchlein für Kinder. Berlin, 1813
- Ida, oder Worte der Belehrung. Wien, 1813 (2. k. Wien, 1816)
- Die guten Kinder. Frankfurt, 1813
- Deutschfranzösisches Elementar-Lesebuch für Anfänger in der deutschen und französischen Sprache, mit der französischen Uebersetzung zur Seite von Abbé Libert. Aarau, 1814
- Kleines Erzählungsbuch für fleissige Knaben und Mädchen, welche sich in der deutschen und französischen Sprache üben... Aarau, 1814
- Lina's zweites Lesebuch. Ein elementar Lesebuch, zunächst für Mädchen, Frankfurt a. M., 1814
- Trostbuch für Leidende. Wien, 1814 (2. bőv. és jav. k. Wien, 1816)
- Geschichte für die jüngere Jugend. Wien, 1814
- Geschichte für die ältere Jugend. Wien, 1814
- Religionsbüchlein oder Unterhaltungen eines Vaters mit seinen Kindern über Gott und göttliche Dinge. Leipzig, 1815
- Andachtsbuch für gebildete Familien ohne Unterschied des Glaubensbekenntnisses. Wien, 1815 (2. k. Lipcse, 1817, 3. k. 1818, 4. k. 1821, 5. és 6. k. 1828. Wien)
- Ein Buch für redliche Dulder. Wien, 1815
- Beispiele von Leidenden und Unglücklichen... Wien, 1816 (2. bőv. k.)
- Moralische Erzählungen für Mädchen. Gesammelt von K. H. Gutman. Wien, 1816, két kötet (Magyarúl: Erényi atya cz. ford. Szivos Mihály. Pest, 1845. és 1852; ford. Stankó-Csapliczky Lilla. Pest, 1861)
- Wilhelm's zweites Lesebuch, ein elementar Lesebuch für Knaben. Frankfurt a. M. 1816
- Sammlung unterhaltender Erzählungen Wien, 1816, négy kötet
- Tugendlehre. Leipzig, 1816
- Langdorff's Reise um die Welt. Wien, 1816
- Sammlung ausgewälter Lieder, über die wichtigsten Gegenstände der Natur. Religions- und Sittenlehre und des menschlichen Lebens. Für Jung und Alt. Wien, 1817
- Jakob Stille's Fabeln und Erzählungen. Wien, 1817
- Neue Jugend-Bibliothek, oder belehrende und angenehme Unterhaltungen... Wien, 1817, hat kötet
- Nachrichten über die Feier des dritten Jubelfestes der Reformation in den sämmtlichen k. k. österr. Staaten im Jahre 1817. Nebst einigen allgemeinen Bemerkungen über den gegenwärtigen kirchlichen Zustand der Protestanten in gedachten Staaten. Wien, 1818 (Magyarúl közrebocsátotta Márton József. Wien, 1818)
- Sammlung einiger Jubelpredigten... Wien, 1818
- Eduard und Mathilde, oder kleine Geschichten für wissbegierige Knaben und Mädchen. Frankfurt, 1819
- Einige Momente aus Dr. Luther's Leben, nebst einem kurzen Unterricht der im J. 1517. durch D. Martin Luther unternommenen Reformation und der dadurch gestifteten ev. Kirche. Wien, 1820
- Le monde des enfant ou recueil ďhistorielles... par ľabbé Libert. Leipzig, 1820
- Aureliens Stunden der Andacht. Ein Erbauungsbuch für Töchter gebildeter Stände. Frankfurt. 1820
- Haus-Postille für religiös-gesinnte Familien, oder Religionsbetrachtungen für alle Sonn- und Festtage im Jahre. Wien, 1821 (szerző arczk.)
- Beicht- und Communionbuch für evang. Christen von jedem Stande, Alter und Geschlechte. Wien, 1821 (2. bőv. és jav. k. Wien, 1842)
- Rosaliens Erinnerungen aus ihrem Leben. Leipzig, 1821 (2. k. 1830, 5. k. 1846. és 7. k. 1852. Wien, két kötetben. Rosaliens Vermächtnissel együtt)
- Alwina, oder das Glück eines tugendhaften und frommen Herzens und Wandels. dargestellt in einer Reihe lehrreicher Beispiele. Für Frauen und Jungfrauen gebildeter Stände. Wien. 1823, két kötet (2. k. Wien, 1829)
- Gebetbuch für den evang. Bürger und Landmann nebst der Leidensgeschichte Jesu Christi. Wien, 1823
- Erzählungen für Kinder und Kinderfreunde. Leipzig, 1824
- Warnungen für die Jugend. Wien, 1824
- Julius von Klarenau, oder Stimme eines edlen Greises an den Geist und das Herz eines hoffnungsvollen Jünglings. Wien, 1824
- Aurora. Ein Taschenbuch für deutsche Töchter und Frauen edlern Sinnes. Leipzig, 1826-28, három évf.
- Das grüne Buch. Ein belehrendes und unterhaltendes Lesebuch für jüngere Knaben und Mädchen. Wien, 1828
- Maria, oder das unglückliche Mädchen. Eine rührende Geschichte. Wien, 1829
- Evangelisch-christliches Gesangbuch, oder Sammlung geistlicher Lieder... Wien, 1828 (2. k. Wien, 1829)
- Kirchen-Agende für die evang. Gemeinden des oesterr. Kaiserstaates... Wien, 1829
- Gesänge über Tod, Grab und Unsterblichkeit... Wien, 1829 (3. k. Wien, 1832, szerző életrajzával)
- Gesängbuch für die Jugend... Wien, 1831

Szerkesztette: Der Wiener Jugendfreund c. havi folyóiratot 1805. Bécsben (többekkel együtt) és a Tolerantz-Bote c. bécsi naptárt 1812-re Stille Jakab névvel.
Levelei Rumyhoz 1803-tól 1830-ig 59 darab a Magyar Tudományos Akadémia levéltárában és egy: Bécs, 1812. máj. 26. Horvát Istvánhoz a múzeumban.

### Magyarul
- Az ausztriai tsász. kir. birodalomban 1817-ben tartatott reformátzió harmadik százados öröminnepének előadása: némelly közönséges észrevételekkel együtt, mellyek a protestánsoknak a nevezett birodalomban lévő egyházi állapotjokat illetik; ford. Márton József; Pichler Ny., Bécs, 1818
- A' gyermek-világ képekben és elbeszélésekben. Ünnepi, névnapi és új-évi ajándék, jó fiúk és leányok' számára. Glatz után magyarosítá Szívos Mihály; Heckenast, Pest, 1840
- Vidor gyermekek, vagy beszélyek es képek a' gyermekvilágból. Glatz Jakab után magyarositá Szivos Mihály; Heckenast, Pest, 1842
- Piros könyv. Mulattatva oktató olvasmány. Ünnepi, névnapi s újévi ajándékul a jó kis fiúk- s leányoknak; ford. Szivós Mihály; Landerer-Heckenast Ny., Pest, 1842
- Buzgóság könyve mívelt családok számára; Emich, Pest, 1843
- Az elbeszélő anya, vagy Rövid történetek gyermekek számára; ford. Becser Soma; Bucsánszky, Pest, 1850 k.
- Egy magyar ember őszinte megjegyzései hazájáról néhány magyar vidéken tett utazása során; szerk. Soós István, ford. Ress László; Balassi, Budapest, 2013